# Phare de Stončica
Le phare de Stončica (en croate : Svjetionik Rt Stončica) est un phare actif situé sur l'île de Vis (municipalité de Vis, dans le Comitat de Split-Dalmatie en Croatie. Le phare est exploité par Plovput , une compagnie du Gouvernement de la République de Croatie.

## Histoire
Le phare, mis en service en 1865, se situe au nord-est de l'île de Vis sur une petite péninsule du nom de cap Stončica. Il sert de lumière de débarquement vers le port de Vis.

## Description
Le phare  est une haute tour octogonale en pierre grise de 28 m de haut, avec galerie et lanterne attachée à une maison de gardien d'un étage. La tour est en pierre grise non peinte et la lanterne est blanche. Il émet, à une hauteur focale de 38 m, un éclat blanc toutes les 15 secondes. Sa portée est de 30 milles nautiques (environ 55 km) pour le feu principal et 12 milles nautiques (environ 22 km) pour le feu de veille.
Identifiant : ARLHS : CRO-146 - Amirauté : E3432 - NGA : 13672 .

## Caractéristiques dufeu maritime
Fréquence : 15s (W)
- Lumière : 0.7 seconde
- Obscurité : 14.3 secondes

|            |
| Île de Vis |

|                         |
| Les îles croates du sud |

### Lien connexe
- Liste des phares de Croatie